# Карпово Друге
Ка́рпово Дру́ге (рос. Карпово Второе) — село у складі Краснощоковського району Алтайського краю, Росія. Адміністративний центр Карповської сільської ради.

## Населення
Населення — 1252 особи (2010; 1441 у 2002).
Національний склад (станом на 2002 рік):
- росіяни — 97 %